# Payton Pritchard
Payton Michael Pritchard (Tualatin, 28 gennaio 1998) è un cestista statunitense, di ruolo playmaker.

## Carriera

### High school
Ha vinto quattro titoli statali consecutivi con la West Linn High School e ha vinto il Todd Pratt Player of the Year 2014 e 2015, l'Oregon Class 6A Player of the Year e il Gatorade Oregon Player of the Year 2015. Ha tenuto una media di 22 punti e 5,8 assist a partita da junior (2014-15) e 23,6 punti, 6,8 assist e 3,1 rubate da senior (2015-16). Ha deciso di giocare presso l'Università dell'Oregon nell'agosto 2015. In precedenza si era impegnato a Oklahoma, dove suo padre Terry giocava a calcio.  Nella sua più grande partita al liceo, Pritchard ha segnato 45 punti.

### College
Nel suo anno da matricola (2016-17) ha collezionato 39 presenze con i Ducks, segnando una media di 7,4 punti e 3,6 assist a partita. Oregon ha fatto la sua prima apparizione nelle Final Four NCAA e Pritchard è stata l'unica matricola titolare alle Final Four di quell'anno.
Il 25 novembre 2017 ha segnato 29 punti con otto assist e sei rimbalzi in una vittoria per 84-79 su DePaul. È stato l'unico titolare a tornare per i Ducks nel suo secondo anno (2017-18), e ha registrato una media di 14,5 punti, 4,8 assist e 3,6 rimbalzi a partita.
Da junior ha avuto un inizio deludente, ma è arrivato alla fine della stagione portando Oregon al titolo della Pac 12 e raggiungendo le Sweet 16 del Torneo NCAA. Ha avuto una media di 12,9 punti, 4,6 assist e 3,9 rimbalzi a partita ed è stato nominato MVP del torneo. Dopo la stagione si è dichiaratyo eleggibile per il Draft NBA 2019, ma ha deciso di tornare a Oregon per la sua stagione da senior.
Da senior è stato uno dei migliori giocatori di basket collegiale. Il 18 gennaio 2020 ha segnato 22 punti e ha segnato un tiro di 30 piedi con 3 secondi da giocare per vincere dopo una rimonta di 16 punti contro Washington al supplementare (64-61). Il 30 gennaio ha segnato 21 punti in una vittoria per 77-72 contro California ed è diventato il leader assoluto degli assist di Oregon. Ha segnato un record di 38 punti in una vittoria per 73-72 ai supplementari contro Arizona il 22 febbraio.  Da senior ha avuto una media di 20,5 punti, 5,5 assist e 4,3 rimbalzi a partita, ed è stato nominato Giocatore dell'anno Pac-12. È stato NCAA All-American e ha ricevuto il Bob Cousy Award come miglior playmaker della nazione.

### NBA

#### Boston Celtics (2020-)
È stato selezionato con la 26ª scelta nel primo giro del Draft NBA 2020 dai Boston Celtics e il 24 novembre 2020 ha firmato un contratto di due anni.
Durante la prima stagione a Boston riesce a ritagliarsi un piccolo spazio nelle rotazioni di Brad Stevens che lo porta a dimostrare le sue ottime capacità di playmaker e le sue grandi capacità da tiratore da tre punti. In questa stagione il suo ruolo è quello di playmaker di riserva di Kemba Walker che però a fine stagione verrà scambiato dai Celtics.
Con l'inizio della stagione 2021-22, non trova molto spazio nelle rotazioni di coach Ime Udoka. In seguito, le partenze di Dennis Schröder e Josh Richardson, scambiati da Boston alla chiusura del mercato, gli permettono di avere un ruolo più importante nei Celtics. Infatti, dal mese di febbraio del 2022, mette a segno 8 punti e 3 assist di media partendo dalla panchina con una percentuale da tre punti del 43%. Riesce a concludere la stagione regolare senza aver sbagliato alcun tiro libero, uno dei pochi giocatori NBA in quella stagione a riuscirci.

## Statistiche

### NCAA
| Anno      | Squadra      | PG  | PT  | MP   | TC%  | 3P%  | TL%  | RP  | AP  | PRP | SP  | PP   |
| --------- | ------------ | --- | --- | ---- | ---- | ---- | ---- | --- | --- | --- | --- | ---- |
| 2016-2017 | Oregon Ducks | 39  | 35  | 28,3 | 39,3 | 35,0 | 73,0 | 3,4 | 3,6 | 1,2 | 0,1 | 7,4  |
| 2017-2018 | Oregon Ducks | 36  | 36  | 35,1 | 44,7 | 41,3 | 77,4 | 3,8 | 4,8 | 1,4 | 0,0 | 14,5 |
| 2018-2019 | Oregon Ducks | 38  | 38  | 35,5 | 41,8 | 32,8 | 83,8 | 3,9 | 4,6 | 1,8 | 0,1 | 12,9 |
| 2019-2020 | Oregon Ducks | 31  | 31  | 36,6 | 46,8 | 41,5 | 82,1 | 4,3 | 5,5 | 1,5 | 0,0 | 20,5 |
| Carriera  | Carriera     | 144 | 140 | 33,7 | 43,7 | 37,9 | 80,0 | 3,8 | 4,6 | 1,5 | 0,0 | 13,5 |

#### Massimi in carriera
- Massimo di punti: 38 vs Arizona (22 febbraio 2020)[1]
- Massimo di rimbalzi: 11 vs Colorado-Boulder (13 febbraio 2020)
- Massimo di assist: 13 vs Savannah State (3 dicembre 2016)
- Massimo di palle rubate: 6 vs Washington State (27 gennaio 2019)
- Massimo di stoppate: 2 vs Army (11 novembre 2016)
- Massimo di minuti giocati: 46 vs Southern California (23 gennaio 2020)

### NBA

#### Regular Season
| Anno       | Squadra        | PG  | PT | MP   | TC%  | 3P%  | TL%  | RP  | AP  | PRP | SP  | PP   |
| ---------- | -------------- | --- | -- | ---- | ---- | ---- | ---- | --- | --- | --- | --- | ---- |
| 2020-2021  | Boston Celtics | 66  | 4  | 19,2 | 44,0 | 41,1 | 88,9 | 2,4 | 1,8 | 0,6 | 0,1 | 7,7  |
| 2021-2022  | Boston Celtics | 71  | 2  | 14,1 | 42,9 | 41,2 | 100  | 1,9 | 2,0 | 0,3 | 0,1 | 6,2  |
| 2022-2023  | Boston Celtics | 48  | 3  | 13,4 | 41,2 | 36,4 | 75,0 | 1,8 | 1,3 | 0,3 | 0,0 | 5,6  |
| 2023-2024† | Boston Celtics | 82  | 5  | 22,3 | 46,8 | 38,5 | 82,1 | 3,2 | 3,4 | 0,5 | 0,1 | 9,6  |
| 2024-2025  | Boston Celtics | 80  | 3  | 28,4 | 47,2 | 40,7 | 84,5 | 3,8 | 3,5 | 0,9 | 0,2 | 14,3 |
| Carriera   | Carriera       | 347 | 17 | 20,2 | 45,4 | 39,9 | 85,6 | 2,7 | 2,5 | 0,5 | 0,1 | 9,1  |

#### Play-off
| Anno     | Squadra        | PG | PT | MP   | TC%  | 3P%  | TL%  | RP  | AP  | PRP | SP  | PP   |
| -------- | -------------- | -- | -- | ---- | ---- | ---- | ---- | --- | --- | --- | --- | ---- |
| 2021     | Boston Celtics | 5  | 0  | 13,4 | 35,3 | 30,0 | 100  | 2,0 | 2,4 | 0,4 | 0,0 | 3,4  |
| 2022     | Boston Celtics | 24 | 0  | 12,9 | 42,2 | 33,3 | 66,7 | 1,9 | 1,6 | 0,3 | 0,1 | 4,8  |
| 2023     | Boston Celtics | 10 | 0  | 5,7  | 54,5 | 40,0 | 80,0 | 0,6 | 1,1 | 0,1 | 0,0 | 3,2  |
| 2024†    | Boston Celtics | 19 | 0  | 18,7 | 41,9 | 38,3 | 91,7 | 1,9 | 2,1 | 0,2 | 0,0 | 6,4  |
| 2025     | Boston Celtics | 11 | 0  | 27,5 | 45,5 | 40,3 | 82,4 | 2,3 | 1,5 | 0,5 | 0,0 | 11,9 |
| Carriera | Carriera       | 69 | 0  | 15,8 | 43,5 | 37,0 | 83,3 | 1,8 | 1,7 | 0,3 | 0,0 | 6,0  |

#### Massimi in carriera
- Massimo di punti: 43 vs Portland Trail Blazers (5 marzo 2025)[2]
- Massimo di rimbalzi: 14 vs Atlanta Hawks (9 aprile 2023)
- Massimo di assist: 13 vs Washington Wizards (17 marzo 2024)
- Massimo di palle rubate: 4 vs Minnesota Timberwolves (15 maggio 2021)
- Massimo di stoppate: 2 vs Detroit Pistons (1º gennaio 2021)
- Massimo di minuti giocati: 46 vs Atlanta Hawks (9 aprile 2023)

## Palmarès

### Individuale
- Campionato NBA: 1

Boston Celtics: 2024
- NBA Sixth Man of the Year Award (2025)
- Lute Olson Award (2020)
- Bob Cousy Award (2020)
- Consensus first-team All-American (2020)
- Pac-12 Player of the Year (2020)
- First-team All-Pac-12 (2020)
- Second-team All-Pac-12 (2018)
- Pac-12 Tournament MOP (2019)